# Baccalauréat hôtellerie
Pour un article plus général, voir Baccalauréat technologique.
 (février 2021).
Si vous disposez d'ouvrages ou d'articles de référence ou si vous connaissez des sites web de qualité traitant du thème abordé ici, merci de compléter l'article en donnant les références utiles à sa vérifiabilité et en les liant à la section « Notes et références ».
En France, le baccalauréat hôtellerie est une ancienne série du baccalauréat technologique, devenue depuis 2015 le baccalauréat sciences et technologies de l'hôtellerie et de la restauration (STHR).

## Accessibilité
Il est accessible directement après la troisième sur dossier et après entretien. En 2005, 2 201 élèves ont obtenu un bac technologique hôtellerie, soit un peu plus de 1,5 % des bacheliers technologiques.

## Programme du bac
Les matières générales ne sont pas laissées de côté puisqu'elles représentent les 2/3 des coefficients à l'examen du bac. D'ailleurs le coefficient le plus important à l'épreuve reste une épreuve théorique (gestion/économie/droit/marketing). 
Les matières technologiques (cuisine, service, hébergement, etc.) représentent environ 15 h de cours par semaine. La formation comprend aussi des stages (huit semaines en seconde et en 1re), pour lesquels il faut donc prévoir l'achat d'une tenue professionnelle et de matériel.
L'emploi du temps de ce bac est dense.
| Matières                                                             | Horaire Seconde | Horaire Première | Horaire Terminale |
| -------------------------------------------------------------------- | --------------- | ---------------- | ----------------- |
| Français                                                             | 3+1             | 3                | /                 |
| Mathématiques                                                        | 2+1             | 2+"1"            | 2                 |
| Histoire-géographie                                                  | 3               | /                | /                 |
| Histoire-géographie touristique                                      | /               | 2                | 2                 |
| LV1                                                                  | 2+1             | 2+1              | 2+1               |
| LV2                                                                  | 2+1             | 2+1              | 2+1               |
| Philosophie                                                          | /               | /                | 2                 |
| Économie-droit                                                       | 2               | /                | /                 |
| Économie et droit du tourisme                                        | /               | 2                | 2                 |
| Gestion hôtelière                                                    | /               | 3+1              | 3+1               |
| Sciences appliquées                                                  | 2               | 2                | 3                 |
| Technologie et méthodes culinaires                                   | 0.5+3           | 0.5+3.5          | 0.5+3.5           |
| Service et commerce                                                  | 0.5+3           | 0.5+3.5          | 0.5+3.5           |
| Techniques d’accueil, d’hébergement et communication professionnelle | 0+3             | 1+2              | 1+2               |
| EPS                                                                  | 2               | 2                | 2                 |
| TOTAL                                                                | 32              | 34               | 34                |

N.B. : en italique, heures de TD (travaux dirigés) et de TP (travaux pratiques).
Pas de brevet obligatoire. Moyenne exigée 10. 
- BTS hôtellerie restauration

Il se situe dans la suite logique du baccalauréat hôtellerie et est donc prisé par les bacheliers hôtellerie. Il comprend deux options : mercatique et gestion hôtelière et art culinaire, art de la table et du service.
Plus de 75 % des bacheliers techno hôtellerie obtiennent leur BTS. Polyvalent, ce dernier permet une insertion directe dans le monde du travail mais aussi une poursuite d'étude, en licence professionnelle par exemple. Ce BTS est accessible de droit aux titulaires d’un bac technologique hôtellerie ou d’un bac professionnel restauration (plus de 60 % des étudiants), les autres bacheliers devant faire une année de mise à niveau.
- BTS responsables d'hébergement (accès sur dossier)

Il est très utile si l'on veut travailler pour de grandes chaînes hôtelières ou dans des hôtels de luxe, mais aussi dans des hôtels moins prestigieux. Les candidats ont intérêt à posséder plusieurs langues étrangères (dont l'anglais).
- BTS animation et gestion touristique, BTS ventes et productions touristiques (accès sur dossier), etc.
- École spécialisée en hôtellerie et/ou restauration en deux ou trois ans.
- Écoles de commerce
- Master professionnel dans la gestion hôtelière
- Formations/mentions complémentaires

À terme, les bacheliers hôtellerie pourront devenir (chefs)cuisiniers, serveurs, assistant de réception mais aussi des postes à responsabilités, de manager dans tous les domaines se rattachant à la restauration, l'hôtellerie et le tourisme. Ils peuvent également faire carrière dans l'agroalimentaire, la diététique, la commercialisation et le marketing.